# Auch
Auch is een gemeente en stad in het Franse departement Gers (regio Occitanie) en telde op 1 januari 2022 22.825 inwoners, die Auscitains worden genoemd. De oppervlakte bedraagt 72,5 km², de bevolkingsdichtheid is 301,2 inwoners per km². Het is de prefectuur van het departement.
In de gemeente ligt spoorwegstation Auch.
De stad is de zetel van het aartsbisdom Auch.

## Geschiedenis
De Romeinse stad Auscii Augustorum werd gebouwd in de vlakte op de rechteroever van de Gers. De hoofdstad van de Keltiberische stam van de Ausci ging van de Caserne Espagne in het noorden tot de wijk Le Garros in het zuiden. Bij de Germaanse invallen werd de stad die niet versterkt was, verwoest. De inwoners bouwden een nieuwe stad op de beter te verdedigen heuvel op de linkeroever van de Gers, Elimberris.
In de 8e eeuw stak Auch de bisschopsstad Eauze voorbij in belangrijkheid en werd later de hoofdstad van het graafschap Armagnac. In de 14e eeuw was er een sterke rivaliteit tussen Auch, dat afhing van de graven van Armagnac, en het zuidelijkere Pavie, dat als bastide gesticht was door de graaf van Astarac. In 1444 hielpen troepen van de graaf van Armagnac met de verwoesting van Pavie.
In 1629 werd de stad getroffen door de pest. Op drie maanden tijd vielen er 3.500 doden. In de 18e eeuw werd Auch de hoofdstad van Gascogne. In de stad kwam een administratie geleid door koninklijke intendanten.

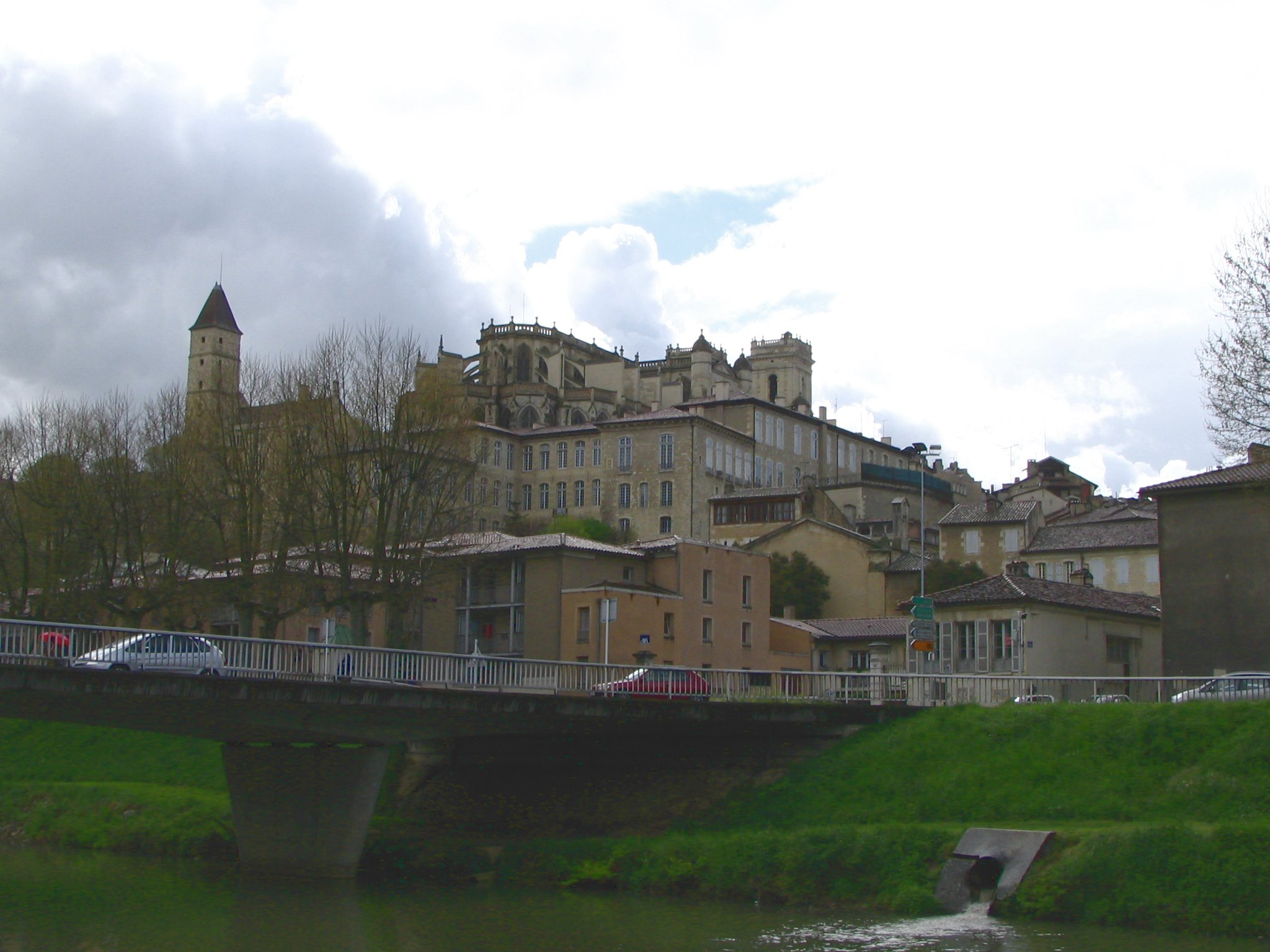
Zicht op de stad

## Geografie
De oppervlakte van Auch bedroeg op 1 januari 2022 72,48 vierkante kilometer; de bevolkingsdichtheid was toen 314,9 inwoners per km².
De Gers stroomt van zuid naar noord door de gemeente.
De onderstaande kaart toont de ligging van Auch met de belangrijkste infrastructuur en aangrenzende gemeenten.

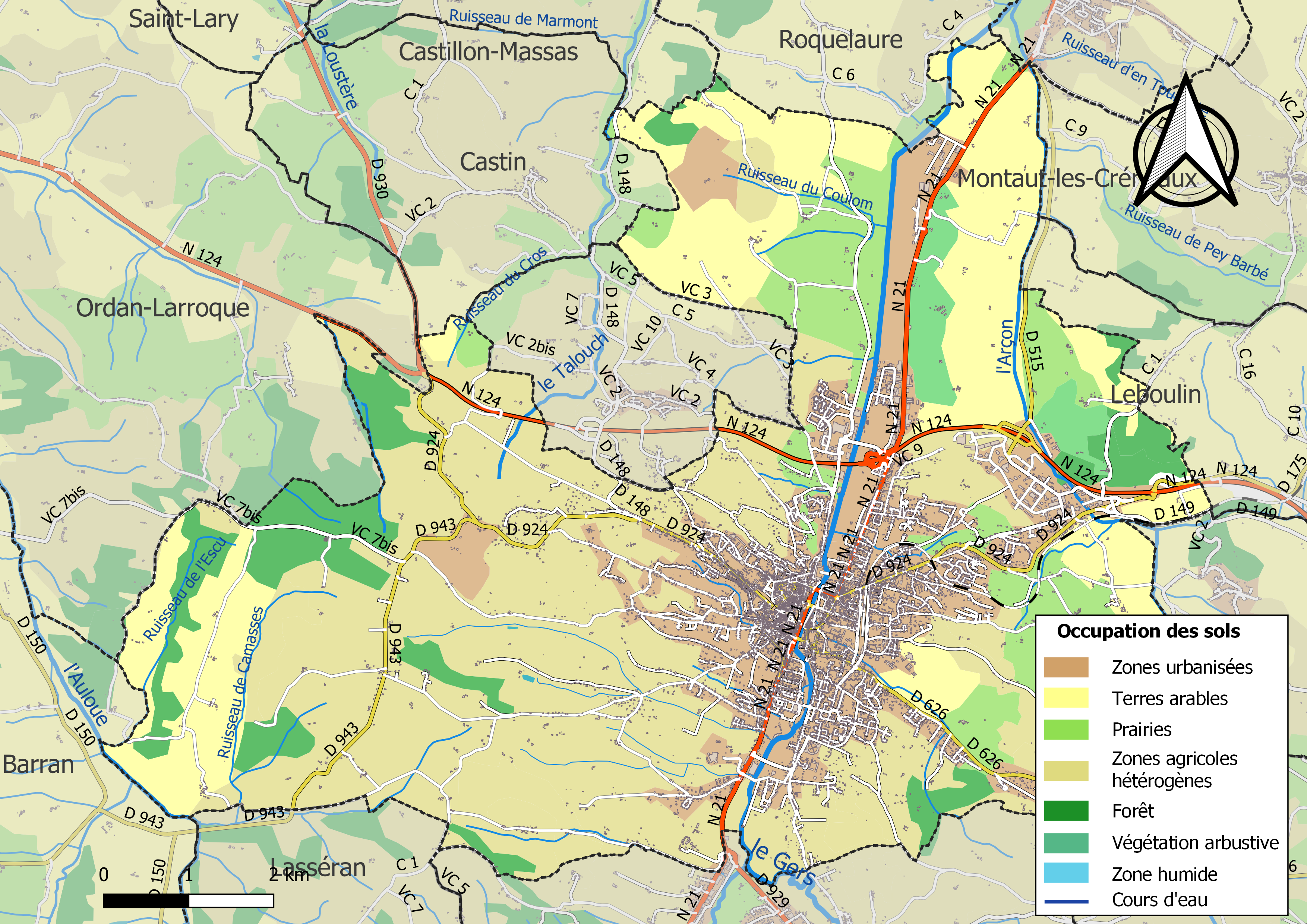

## Demografie
Onderstaande figuur toont het verloop van het inwonertal (bron: INSEE-tellingen).

## Bezienswaardigheden

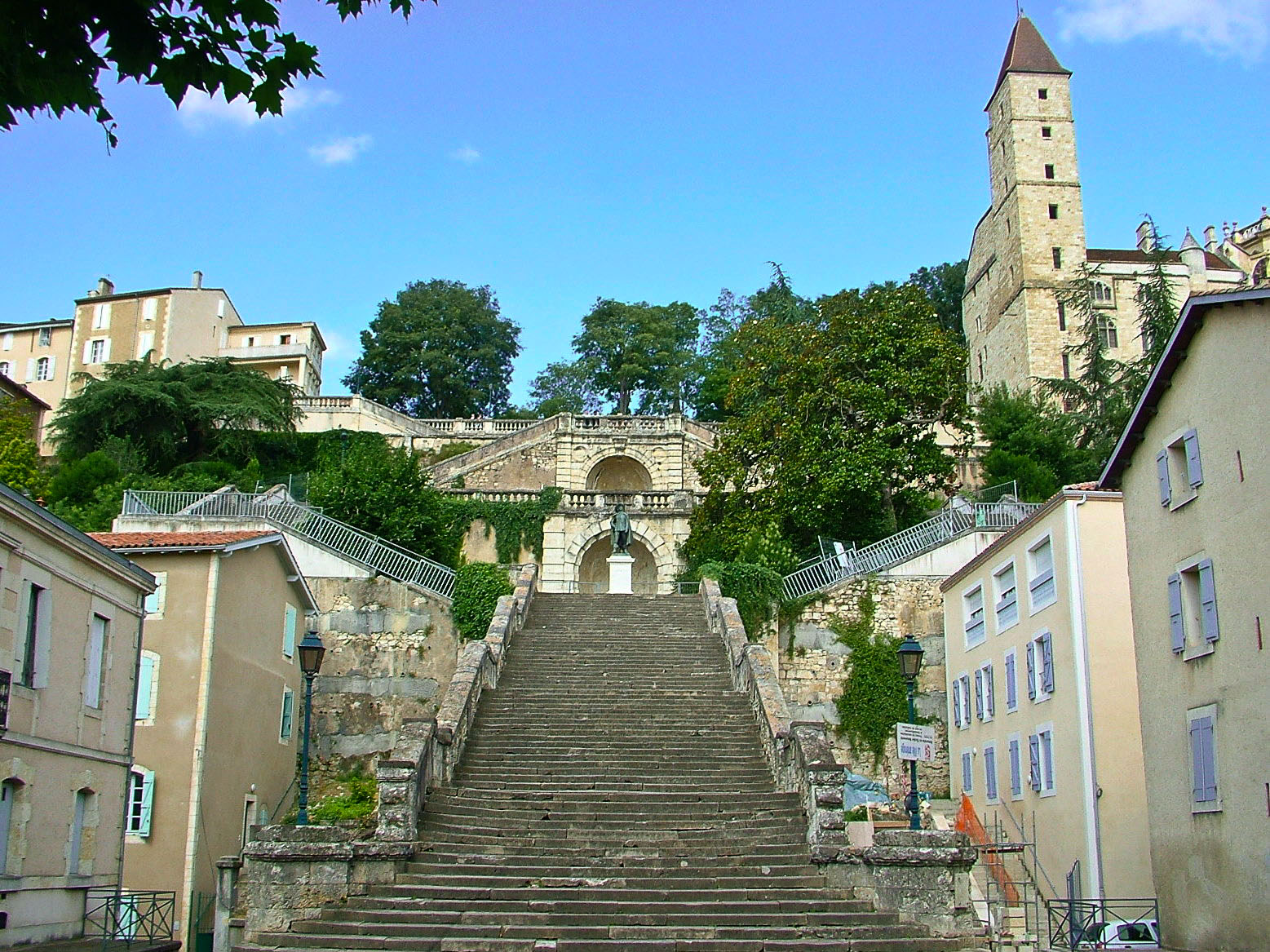
Escalier monumental (monumentale trap)

De Gers stroomt door de stad en verdeelt haar in twee. De oude stad ligt op de linkeroever van de Gers en strekt zich uit van de Allées d'Étigny en de rivier. In de hoge stad (Haute-Ville) liggen de voornaamste historische monumenten. Van hier lopen de pousterles (smalle straten met treden) naar de oevers van de Gers. Er loopt ook een monumentale, dubbele trap naar de lage stad (Basse-Ville), 35 meter en 374 traptreden lager in de vlakte.
De kathedraal Saint-Marie van Auch is gebouwd tussen 1489 en de late 17e eeuw in de stijl van de flamboyante gotiek. Andere religieuze gebouwen zijn de voormalige kapel van het seminarie, sinds 1979 een concertzaal, en het voormalige karmelietenklooster. Hier is Memento - Espace départemental d'Art contemporain gevestigd, een museum voor moderne kunst. Een ander museum is het Musée des Amériques met een collectie van precolumbiaanse objecten uit Midden-Amerika, maar ook met een archeologische collectie en schilderijen.
In het stadhuis is een theater in Italiaanse stijl uit de 18e eeuw gevestigd. Het werd gebouwd door intendant Antoine Mégret d'Étigny. De hoefijzervormige zaal met veel bladgoud bevat nog veel 18e-eeuwse elementen en heeft verder een 19e-eeuwse, allegorische plafondschildering.
In de voormalige kazerne is CIRCa gevestigd, een nationaal centrum voor circuskunsten. Hier wordt elk jaar in oktober een circusfestival georganiseerd.

## Sport
Auch was vier keer etappeplaats in de wielerkoers Ronde van Frankrijk. Dit was in de opeenvolgende jaren 1975, 1976 en 1977. De respectievelijke ritwinnaars waren de Belgen Eddy Merckx en Ferdinand Bracke en Fransman Pierre-Raymond Villemiane. Nadien startte er in 2025 nog de door de Sloveen Tadej Pogačar gewonnen etappe naar Hautacam.

## Geboren
- Arnaud Denjoy (1884-1974), wiskundige
- Raymond Mastrotto (1934-1984), wielrenner
- Nicolas Portal (1979), wielrenner
- Kilian Patour (1982), wielrenner
- Sébastien Portal (1982), wielrenner

## Overleden
- Charles Buland (1837-1871), militair